# Fashion Sakala
Junior Fashion Sakala (sinh ngày 14 tháng 3 năm 1997) là một tiền đạo bóng đá người Zambia thi đấu cho Oostende.

## Sự nghiệp câu lạc bộ
Vào tháng 2 năm 2017, anh ký bản hợp đồng 3 năm với câu lạc bộ tại Giải bóng đá ngoại hạng Nga F.K. Spartak Moskva thời hạn đến 30 tháng 6 năm 2020. Anh có màn ra mắt tại Giải bóng đá Quốc gia Nga cho F.K. Spartak-2 Moskva vào ngày 23 tháng 3 năm 2017 trong trận đấu với F.K. Baltika Kaliningrad.

## Quốc tế
Anh có màn ra mắt cho Đội tuyển bóng đá quốc gia Zambia vào ngày 2 tháng 9 năm 2017 trong trận đấu tại Vòng loại Giải vô địch bóng đá thế giới 2018 trước Algérie và bị đuổi khỏi sân do nhận 2 thẻ vàng ở phút 56.

### Bàn thắng quốc tế
Tỉ số và kết quả liệt kê bàn thắng của Zambia trước.
| #  | Ngày                 | Địa điểm                                              | Đối thủ         | Tỉ số | Kết quả | Giải đấu                 |
| -- | -------------------- | ----------------------------------------------------- | --------------- | ----- | ------- | ------------------------ |
| 1. | 19 tháng 6 năm 2019  | Sân vận động Zayed Sport City, Abu Dhabi, UAE         | Bờ Biển Ngà     | 1–1   | 1–4     | Giao hữu                 |
| 2. | 10 tháng 10 năm 2021 | Sân vận động Anh hùng Quốc gia, Lusaka, Zambia        | Guinea Xích Đạo | 1–1   | 1–1     | Vòng loại World Cup 2022 |
| 3. | 13 tháng 11 năm 2021 | Sân vận động Anh hùng Quốc gia, Lusaka, Zambia        | Mauritanie      | 2–0   | 4–0     | Vòng loại World Cup 2022 |
| 4. | 13 tháng 11 năm 2021 | Sân vận động Anh hùng Quốc gia, Lusaka, Zambia        | Mauritanie      | 3–0   | 4–0     | Vòng loại World Cup 2022 |
| 5. | 13 tháng 11 năm 2021 | Sân vận động Anh hùng Quốc gia, Lusaka, Zambia        | Mauritanie      | 4–0   | 4–0     | Vòng loại World Cup 2022 |
| 6. | 16 tháng 11 năm 2021 | Sân vận động Hammadi Agrebi, Tunis, Tunisia           | Tunisia         | 1–3   | 1–3     | Vòng loại World Cup 2022 |
| 7  | 23 tháng 3 năm 2023  | Sân vận động Levy Mwanawasa, Ndola, Zambia            | Lesotho         | 1–1   | 3–1     | Vòng loại CAN 2023       |
| 8  | 17 tháng 10 năm 2023 | Sân vận động Al Hamriya Sports Club, Al Hamriyah, UAE | Uganda          | 2–0   | 3–0     | Giao hữu                 |
| 9  | 17 tháng 11 năm 2023 | Sân vận động Levy Mwanawasa, Ndola, Zambia            | Cộng hòa Congo  | 3–2   | 4–2     | Vòng loại World Cup 2026 |